# Ataques contra legisladores de Minnesota em 2025
A representante estadual de Minnesota, Melissa Hortman, foi assassinada em um tiroteio em sua casa em Brooklyn Park, Minnesota, Estados Unidos, em 14 de junho de 2025. Hortman, líder da bancada democrata na casa estadual, foi morta ao lado de seu marido, Mark. Mais cedo naquela manhã, o senador estadual John Hoffman e sua esposa, Yvette, também foram baleados em sua casa na vizinha Champlin e foram hospitalizados. A polícia que respondeu ao ataque aos Hoffmans verificou proativamente a casa dos Hortmans, onde um homem que se acredita ser o agressor atirou neles. O atirador escapou da cena, dando início à maior caçada humana da história de Minnesota.
As autoridades identificaram Vance Luther Boelter, de 57 anos, como suspeito e o capturaram um dia depois, à noite, em Green Isle, Minnesota. Ele foi acusado federalmente de homicídio, perseguição e porte ilegal de arma de fogo. O estado acusou Boelter de duas acusações de homicídio em segundo grau e duas de tentativa de homicídio em segundo grau, mas a promotora do Condado de Hennepin, Mary Moriarty, anunciou sua intenção de elevar as acusações para homicídio em primeiro grau perante um grande júri.
John Hoffman é membro do Partido Democrata do estado, afiliado ao Partido Democrata-Fazendeiro-Trabalhista de Minnesota, assim como Melissa Hortman antes de sua morte. A polícia acredita que os tiroteios foram politicamente motivados e está investigando se o atirador foi motivado por visões antiaborto. O veículo do suspeito continha uma lista de alvos de quase 70 pessoas, incluindo defensores dos direitos ao aborto, políticos democratas e provedores de aborto.